# Monty Halls
Den här artikeln handlar om marinbiologen Monty Halls. För tv-värden se Monty Hall eller Monty Hall-problemet
Monty Halls är en engelsk marinbiolog och äventyrare född 1966. Halls har medverkat i flera tv-serier, bland annat i Mitt nya liv i Skottland (originaltitel: Monty Halls' Great Escape).

## Böcker
Halls har skrivit ett flertal böcker om dykning, han har också ofta en kolumn i "Dive magazine".